# パルマチン
パルマチン(Palmatine)は、プロトベルベリン系のアルカロイドである。キハダ(Phellodendron amurense)、Rhizoma coptidis/Coptis Chinensis、Corydalis yanhusuo等の様々な植物に含まれる。また、Enantia chloranthaから抽出されるプロトベルベリンの主要成分である。
黄疸、赤痢、高血圧、炎症、肝臓関連病の治療薬として期待されている。またIn vitroでは弱い抗フラビウイルス活性も示す。